# Comté de Mineral (Montana)
Pour les articles homonymes, voir Comté de Mineral.
Le comté de Mineral est l’un des 56 comtés de l’État du Montana, aux États-Unis. Il comptait 4 223 habitants en 2010. Le siège du comté est Superior.

## Géolocalisation
| Comté de Shoshone, Idaho | Comté de Sanders           |                   |
|                          | Comté de Mineral           | Comté de Missoula |
|                          | Comté de Clearwater, Idaho |                   |

## Principales villes
- Alberton
- Superior